# Gruppo Aziendale BPD Colleferro 1942-1943
Questa pagina raccoglie i dati riguardanti la B.P.D. Colleferro nelle competizioni ufficiali della stagione 1942-1943.

## Stagione

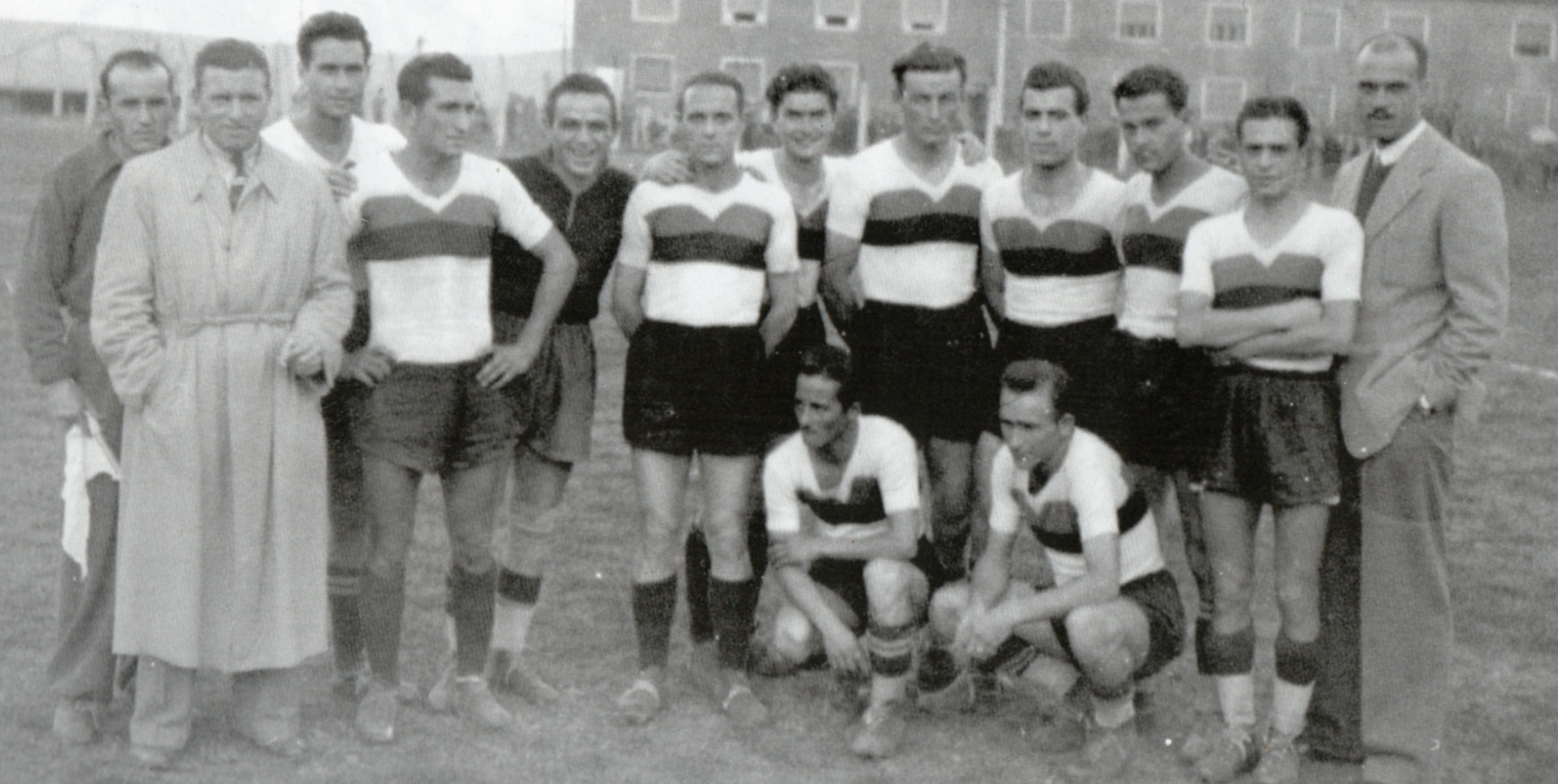
Formazione del Colleferro 42-43, secondo da sinistra Levratto.

Nella stagione 1942-1943 il Colleferro fa il suo esordio in Serie C.
In questa stagione la squadra è allenata da Virgilio Felice Levratto.
L'esordio nonostante sia segnato da una sconfitta di misura contro il 1º Corpo Vigili del Fuoco chiude il campionato in una buona posizione (9° a pari punti con la Juve Stabia).

## Divise
| Prima divisa |

## Calciomercato

### Sessione estiva
| Acquisti | Acquisti         | Acquisti   | Acquisti |
| R.       | Nome             | da         | Modalità |
| -------- | ---------------- | ---------- | -------- |
| P        | Paolo Malardenti | Isola Liri |          |

## Risultati

### Campionato

#### Girone di andata
| Arbitro: | Di Giovanni |

|          |           |  |
| Masi 86’ | Marcatori |  |

| Colleferro 11 ottobre 1942 | BPD Colleferro | 0 – 1 | Savoia | Stadio Comunale\| Arbitro: \| De Robbio. \| |
| Arbitro:                   | De Robbio.     |       |        |                                             |

| Arbitro: | Verrocchia |

|                                                          |           |  |
| Rossini 49’, 82’ Muzioli 60’ Cerroni 67’ Bonaventura 73’ | Marcatori |  |

| Colleferro 25 ottobre 1942 | BPD Colleferro | 2 – 1 | Civitavecchiese | Stadio Comunale |

| Salerno 1º novembre 1942 | Salernitana | 0 – 0 | BPD Colleferro | Stadio Donato Vestuti |

| Arbitro: | Capucci |

|                       |           |  |
| Ippoliti 37’ Sala 86’ | Marcatori |  |

| Colleferro 15 novembre 1942                                                     | BPD Colleferro | 3 – 1     | [[Società Sportiva Juve Stabia\|]] | Stadio Comunale |
| \| \| \| \| \| Scategni 45’ Ippolito 49’ Corsi 63’ \| Marcatori \| 25’ Lulli \| |                |           |                                    |                 |
|                                                                                 |                |           |                                    |                 |
| Scategni 45’ Ippolito 49’ Corsi 63’                                             | Marcatori      | 25’ Lulli |                                    |                 |

| Scafati 22 novembre 1942 | Scafatese | 2 – 2 | BPD Colleferro |  |

| Colleferro 29 novembre 1942 | BPD Colleferro | 0 – 1 | Ilva Bagnolese | Stadio Comunale |

| Arbitro: | Prandi |

|                                          |           |                                                            |
| Masella 16’ (aut.) Cipriani 1’, 20’, 80’ | Marcatori | 45’ (rig.) Masella 85’ Ippoliti 88’ Battista 92’ Vatteroni |

| Colleferro 13 dicembre 1942 | BPD Colleferro | 2 – 0 | Baratta Battipaglia | Stadio Comunale |